# Emily Whitmire
Emily Whitmire (Portland, 24 de maio de 1991) é uma lutadora de artes marciais mistas estadunidense, que atualmente compete na categoria peso-mosca-feminino do Ultimate Fighting Championship.

## Background
Whitmire começou a treinar MMA ainda jovem. Foi campeã amadora no Tuff N Uff, no peso-palha. Atualmente, além de lutadora de MMA, também é garçonete.

## Carreira no MMA
Depois da carreira amadora, na qual produziu um cartel de 2-1, Whitmire fez sua estreia profissional no MMA em setembro de 2015. Com uma luta no FCF, uma no RFA e outra no Beatdown, Whitmire compilou um cartel também de 2-1, antes de se juntar ao elenco do The Ultimate Fighter 26, em meados de 2017.

### The Ultimate Fighter
Em agosto de 2017, foi anunciado que Whitmire fora uma das lutadoras selecionadas para participar do The Ultimate Fighter: A New World Champion.
Em sua primeira luta no reality show, Whitmire enfrentou a veterana Christina Marks. Ela ganhou a luta por finalização no primeiro round.
Nas quartas de final, Whitmire enfrentou Roxanne Modafferi. Ela perdeu a luta por nocaute técnico no primeiro round.

### Ultimate Fighting Championship
Whitmire, mesmo perdendo no TUF 26, fez sua estreia no UFC, no The Ultimate Fighter 26 Finale, em 1 de dezembro de 2017, contra Gillian Robertson. Robertson abriu o evento com uma vitória ligeira diante de Emily Whitmire. A canadense, que levou a luta para o chão, finalizou Whitmire com uma chave de braço - aplicada de um ângulo pouco comum - aos 2m12s do combate. Ela comemorou o resultado positivo em sua estreia na organização, enquanto Whitmire levou as mãos ao rosto imediatamente após dar os três tapinhas.

## Cartel no MMA
| Cartel no MMA   |            |            |
| 8 lutas         | 4 vitórias | 4 derrotas |
| Por nocaute     | 0          | 0          |
| Por finalização | 1          | 4          |
| Por decisão     | 3          | 0          |

| Res.    | Cartel | Oponente          | Método                       | Evento                                            | Data       | Round | Tempo | Local                     | Notas                                  |
| ------- | ------ | ----------------- | ---------------------------- | ------------------------------------------------- | ---------- | ----- | ----- | ------------------------- | -------------------------------------- |
| Derrota | 4-4    | Polyana Viana     | Finalização (chave de braço) | UFC Fight Night: Smith vs. Rakić                  | 29/08/2020 | 1     | 1:53  | Las Vegas, Nevada         |                                        |
| Derrota | 4-3    | Amanda Ribas      | Finalização (mata-leão)      | UFC on ESPN: Ngannou vs. dos Santos               | 29/06/2019 | 2     | 2:10  | Minneapolis, Minnesota    |                                        |
| Vitória | 4-2    | Alexandra Albu    | Finalização (mata-leão)      | UFC on ESPN: Ngannou vs. Velasquez                | 17/02/2019 | 1     | 1:01  | Phoenix, Arizona          |                                        |
| Vitória | 3-2    | Jamie Moyle       | Decisão (unânime)            | UFC 226: Miocic vs. Cormier                       | 07/07/2018 | 3     | 5:00  | Las Vegas, Nevada         | Volta ao Peso Palha.                   |
| Derrota | 2-2    | Gillian Robertson | Finalização (chave de braço) | The Ultimate Fighter: A New World Champion Finale | 01/12/2017 | 1     | 2:12  | Las Vegas, Nevada         | Estreia no UFC; Estreia no peso-mosca. |
| Vitória | 2-1    | Ronni Nanney      | Decisão (unânime)            | EB - Beatdown 20                                  | 18/03/2017 | 3     | 5:00  | New Town, Dacota do Norte |                                        |
| Derrota | 1-1    | Kelly D'Angelo    | Finalização (guilhotina)     | RFA 44 - Moises vs. Freeman                       | 30/09/2016 | 2     | 3:46  | St. Charles, Missouri     |                                        |
| Vitória | 1-0    | Emily Ducote      | Decisão (unânime)            | FCF - Freestyle Cage Fighting 50                  | 19/09/2015 | 3     | 5:00  | Shawnee, Oklahoma         | Estreia no Peso Palha.                 |

### Cartel noTUF 26
| Res.    | Cartel | Oponente          | Método                        | Evento                                     | Data                  | Round | Tempo | Local             | Notas            |
| ------- | ------ | ----------------- | ----------------------------- | ------------------------------------------ | --------------------- | ----- | ----- | ----------------- | ---------------- |
| Derrota | 1-1    | Roxanne Modafferi | Nocaute Técnico (cotoveladas) | The Ultimate Fighter: A New World Champion | 08/11/2017 (exibição) | 1     | 4:59  | Las Vegas, Nevada | Quartas de Final |
| Vitória | 1-0    | Christina Marks   | Finalização (chave de braço)  | The Ultimate Fighter: A New World Champion | 01/11/2017 (exibição) | 1     | 0:40  | Las Vegas, Nevada | Luta Preliminar  |